# Списък на великите князе на Руската империя
Това е списък на тези членове от Руското императорско семейство, които носят титлата Велик руски княз. Тази дворцова титла се предоставя на синовете и внуците по мъжка линия на руските императори.

## Великите князе на Русия от рода Романов-Холщайн-Готорп
| Име                             | Баща                            | Роден             | Умрял            | Бележки                                                         |
| ------------------------------- | ------------------------------- | ----------------- | ---------------- | --------------------------------------------------------------- |
| Петър Фьодорович                | Карл Фридрих фон Холщейн-Готорп | 21 февруари 1728  | 17 юли 1762      | възкачва се на престола като император Петър III в 1762         |
| Павел Петрович                  | Петър Фьодорович                | 1 октомври 1754   | 23 март 1801     | възкачва се на престола като император Павел I в 1796           |
| Александър Павлович             | Павел Петрович                  | 23 декември 1777  | 1 декември 1825  | възкачва се на престола като император Александър I през 1801   |
| Константин Павлович             | Павел Петрович                  | 8 май 1779        | 27 юни 1831      |                                                                 |
| Николай Павлович                | Павел Петрович                  | 6 юли 1796        | 2 март 1855      | възкачва се на престола като император Николай I през 1825      |
| Михаил Павлович                 | Павел Петрович                  | 8 февруари 1798   | 9 септември 1849 |                                                                 |
| Александър Николаевич           | Николай Павлович                | 17 април 1818     | 13 март 1881     | възкачва се на престола като император Александър II през 1855  |
| Константин Николаевич           | Николай Павлович                | 21 септември 1827 | 29 януари 1892   |                                                                 |
| Александър Михайлович           | Михаил Павлович                 | 28 януари 1831    | 27 март 1832     |                                                                 |
| Николай Николаевич              | Николай Павлович                | 8 август 1831     | 25 април 1891    |                                                                 |
| Михаил Николаевич               | Николай Павлович                | 25 октомври 1832  | 18 декември 1909 |                                                                 |
| Николай Александрович           | Александър Николаевич           | 20 септември 1843 | 24 април 1865    |                                                                 |
| Александър Александрович        | Александър Николаевич           | 10 март 1845      | 1 ноември 1894   | възкачва се на престола като император Александър III през 1881 |
| Владимир Александрович          | Александър Николаевич           | 22 април 1847     | 17 февруари 1909 |                                                                 |
| Алексей Александрович           | Александър Николаевич           | 14 януари 1850    | 14 ноември 1908  |                                                                 |
| Николай Константинович          | Константин Николаевич           | 14 февруари 1850  | 14 януари 1918   |                                                                 |
| Николай Николаевич Младши       | Николай Николаевич              | 18 ноември 1856   | 5 януари 1929    |                                                                 |
| Сергей Александрович            | Александър Николаевич           | 10 май 1857       | 17 февруари 1905 |                                                                 |
| Константин Константинович       | Константин Николаевич           | 22 август 1858    | 15 юни 1915      |                                                                 |
| Николай Михайлович              | Михаил Николаевич               | 26 април 1859     | 30 януари 1919   |                                                                 |
| Димитрий Константинович         | Константин Николаевич           | 13Юни 1860        | 30 януари 1919   |                                                                 |
| Павел Александрович             | Александър Николаевич           | 11 октомври 1860  | 30 януари 1919   |                                                                 |
| Михаил Михайлович               | Михаил Николаевич               | 16 октомври 1861  | 26 април 1929    |                                                                 |
| Вячеслав Константинович         | Константин Николаевич           | 13 юли 1862       | 27 февруари 1879 |                                                                 |
| Георги Михайлович               | Михаил Николаевич               | 23 август 1863    | 30 януари 1919   |                                                                 |
| Петър Николаевич                | Николай Николаевич              | 22 януари 1864    | 17 юни 1931      |                                                                 |
| Александър Михайлович           | Михаил Николаевич               | 13 април 1866     | 26 февруари 1933 |                                                                 |
| Николай Александрович           | Алексей Александрович           | 6 май 1868        | 17 юли 1918      | възкачва се на престола император Николай II през 1894          |
| Александър Александрович младши | Алексей Александрович           | 7 юни 1869        | 2 май 1870       |                                                                 |
| Сергей Михайлович               | Михаил Николаевич               | 7 октомври 1869   | 17/18 юли 1918   |                                                                 |
| Георги Александрович            | Александър Александрович        | 6 май 1871        | 9 август 1899    |                                                                 |
| Александър Владимирович         | Владимир Александрович          | 31 август 1875    | 16 март 1877     |                                                                 |
| Алексей Михайлович              | Михаил Николаевич               | 28 декември 1875  | 1 март 1895      |                                                                 |
| Кирил Владимирович              | Владимир Александрович          | 30 септември 1876 | 13Октомври 1938  |                                                                 |
| Борис Владимирович              | Владимир Александрович          | 24 ноември 1877   | 9 ноември 1943   |                                                                 |
| Михаил Александрович            | Александър Александрович        | 22 ноември 1878   | 13 юли 1918      | обявен титулярно за император Михаил II през 1917               |
| Андрей Владимирович             | Владимир Александрович          | 14 май 1879       | 30 октомври 1956 |                                                                 |
| Димитрий Павлович               | Павел Александрович             | 18 септември 1891 | 5 март 1941      |                                                                 |
| Цесаревич Алексей Николаевич    | Николай Александрович           | 12 август 1904    | 17 юли 1918      |                                                                 |

## Измислени Велики князе на Русия
- Великият Княз Леонид на Русия се появява в Лъки Люк комичната книга Le Grand-Duc(първата публикация е през 1973 година) по Морис и Рене Госини.
- Великият Княз Алексей на Русия се появяа в Шерлок Холмс в кратката история Приключенията на седемте часовника по Адриан Конан Дойл и Джон Диксън Кар.